# Stine Christophersen
Stine Christophersen, född 5 april 1978, är en svensk undersköterska, visselblåsare och journalist.
Stine Christophersen blev rikskänd när hon våren 2020 avslöjade brister i vården av covidsjuka på äldreboendet Sabbatsbergsbyn i Stockholm, som Attendo drev på uppdrag av Stockholms kommun.
Efter ett uttalande i Expressen kallades Christophersen till ett möte med sin närmaste chef, där även Attendos regionchef var med. Christophersen fick ta emot en skriftlig erinran där hon beskylldes för illojalitet mot företaget. Christophersen spelade dolt in hela mötet.
När det hela avslöjades i Johanna Sjövalls P1-dokumentär Det illojala vårdbiträdet, drog Attendo tillbaka erinran, och Attendos VD Martin Tivéus bad offentligt Stine Christophersen om ursäkt.
Efter det har en chef och en hr-specialist på Attendo dömts i både tingsrätten och hovrätten till böter för brott mot lagen om meddelarfrihet, som ger vårdpersonal rätt att uttala sig i media utan att riskera repressalier. Domen har överklagats till Högsta domstolen. Christophersen tilldelades 2021 Civilkuragepriset för sitt handlande. Den 19 november 2024 meddelade Högsta Domstolen att domen står fast.
Filmen Så länge hjärtat slår (2024) är inspirerad av P1-dokumentären Det illojala vårdbiträdet och Christophersens avslöjanden.